# Cadena alternada

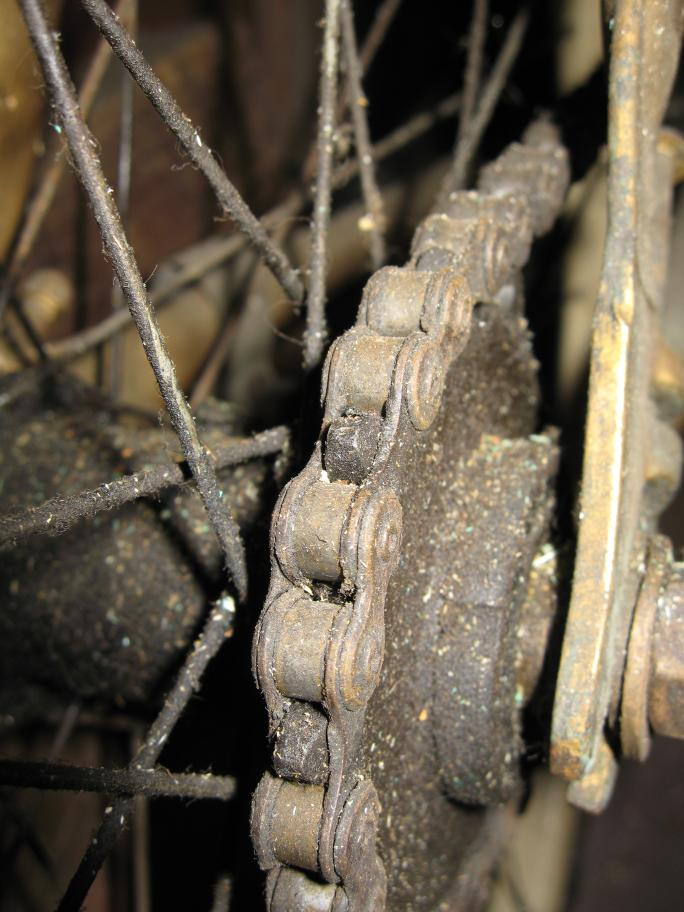
Una cadena alternada engranada sobre los piñones (muy separados entre sí) de la corona trasera de una bicicleta.

Una cadena alternada (skip-link en inglés) es un tipo obsoleto de cadena de rodillos utilizada en bicicletas, en la que las placas laterales son alternativamente cortas y largas, por lo que los rodillos están alternativamente muy juntos y muy separados.

## Características
La cadena alternada utilizada en las bicicletas tiene el mismo espaciado de una pulgada que la cadena de bloques anteriormente utilizada. Debido a su asimetría, los rodillos se ajustan a los dientes largos utilizados con las antiguas cadenas de bloques, pero debido al uso de rodillos, su eficacia es mejor. La cadena alternada normalmente se dispone con las placas largas y las placas externas espaciadas, lo que visualmente la hace similar a una cadena de bloques. Dado que los dientes de la rueda dentada se desplazan sobre rodillos, no pueden ser más anchos que el ancho de los eslabones de los espacios estrechos, por lo que el diente no puede ser más ancho que con una cadena simétrica. Por lo tanto, la cadena de eslabones se desgasta más por engranar en la mitad del número de dientes y tiene una durabilidad de la rueda dentada peor que una cadena de rodillos simétrica. El desgaste de la cadena está dominado por el desgaste entre los pasadores y los bujes, y en esto coincide con una cadena de rodillos moderna.
La cadena alternada es específica para bicicletas y no se usa ampliamente. Quedó obsoleta en algún momento de la década de 1950, desplazada por la cadena de rodillos simétrica cada vez más utilizada en la fabricación de bicicletas.